# Shigemitsu Sudō
Shigemitsu Sudō (jap. 須藤 茂光 Sudō Shigemitsu; ur. 2 kwietnia 1956) – japoński piłkarz, reprezentant kraju.

## Kariera klubowa
Od 1979 do 1987 roku występował w klubie Hitachi.

## Kariera reprezentacyjna
W reprezentacji Japonii zadebiutował w 1979. W reprezentacji Japonii występował w latach 1979-1981. W sumie w reprezentacji wystąpił w 13 spotkaniach.

## Statystyki
| Reprezentacja Japonii | Reprezentacja Japonii | Reprezentacja Japonii |
| Rok                   | Mecze                 | Gole                  |
| --------------------- | --------------------- | --------------------- |
| 1979                  | 1                     | 0                     |
| 1980                  | 8                     | 0                     |
| 1981                  | 4                     | 0                     |
| Razem                 | 13                    | 0                     |